# 唐情林
唐情林（1942年1月—），男，汉族，四川富顺人，中华人民共和国政治人物，曾任重庆市人大常委会副主任。

## 生平
1964年8月参加工作。1965年12月加入中国共产党。